# Izvoru Bârzii
Izvoru Bârzii là một xã thuộc hạt Mehedinți, România. Dân số thời điểm năm 2002 là 3136 người.